# Рабиня (Хорватія)
45°11′ пн. ш. 15°37′ сх. д. / 45.19° пн. ш. 15.62° сх. д.
Рабиня (хорв. Rabinja) — населений пункт у Хорватії, в Карловацькій жупанії у складі міста Слунь.

## Населення
Населення за даними перепису 2011 року становило 0 осіб.
Динаміка чисельності населення поселення: